# Pomnik Bolka i Lolka w Bielsku-Białej
Pomnik Bolka i Lolka w Bielsku-Białej – pomnik w centrum miasta Bielska-Białej, zlokalizowany na szlaku Bajkowe Bielsko-Biała, na dziedzińcu położonym przy ul. Mostowej, przed południowym budynkiem galerii handlowej Sfera. 
Uroczyste odsłonięcie pomnika nastąpiło 19 maja 2011 roku. Przedstawia dwie postacie Bolka i Lolka wskazujących palcem na globus, gdzie zaznaczono miasto Bielsko-Biała, głównych bohaterów popularnego filmu animowanego Bolek i Lolek, produkowanego w latach 1963–1964 w bielskim Studiu Filmów Rysunkowych. Według oficjalnych źródeł rzeźba, podobnie jak w przypadku pomniku Reksia, także znajdującego się w mieście, została odlana z brązu, a jej wysokość mieści się w granicach od 130 cm, waga całego pomnika to około 254 kilogramy.